# Rezolucija Vijeća sigurnosti UN-a 1023
Rezolucijom Vijeća sigurnosti UN-a 1023, jednoglasno usvojenom 22. studenoga 1995., nakon pozivanja na sve rezolucije o sukobima u bivšoj Jugoslaviji, Vijeće je primilo na znanje "Temeljni sporazum o regiji Istočna Slavonija, Baranja i Zapadni Srijem" (Erdutski sporazum) između Vlade Hrvatske i predstavnika lokalnih Srba.
Vijeće sigurnosti ponovno je naglasilo potrebu za pregovorima o političkom rješenju sukoba u bivšoj Jugoslaviji, uključujući uzajamno priznavanje država na tom području. Također je navedeno da su istočna Slavonija, Baranja i zapadni Srijem (poznat kao sektor Istok) sastavni dijelovi Hrvatske. Važnost je pridana poštivanju ljudskih prava i temeljnih sloboda u tim područjima.
Pozdravljen je "Temeljni ugovor o području Istočne Slavonije, Baranje i Zapadnog Srijema" potpisan 12. studenoga 1995. te je uvažen zahtjev za uspostavom prijelazne vlasti i međunarodnih snaga sadržan u tom sporazumu. Sve su strane pozvane na međusobnu suradnju i suradnju u operaciji Ujedinjenih naroda za obnovu povjerenja .

## Vanjske poveznice
| Wikizvor | Engleski Wikizvor ima izvorni tekst na temu: United Nations Security Council Resolution 1023 |

- Text of the Resolution at undocs.org